# Дженсен, Мэллори
Мэ́ллори Дже́нсен (англ. Mallory Jansen, род. 18 июня 1989, Мельбурн) — австралийская телевизионная актриса и модель. Она начала свою карьеру в Австралии, прежде чем в 2013 году переехать в США. Она играла Хелену Кристенсен в австралийском мини-сериале 2014 года «INXS: Нас никогда не разлучить».
В 2014 году Дженсен появилась в ситкомах ABC Family «Папочка» и «Молодые и голодные», а также сыграла главную женскую роль в сериале ABC «Галавант».

## Фильмография
| Год     | Название на русском            | Название на английском     | Роль                                        | Примечания                         |
| ------- | ------------------------------ | -------------------------- | ------------------------------------------- | ---------------------------------- |
| 2012    |                                | Howzat! Kerry Packer’s War | Шэрон                                       | Мини-сериал                        |
| 2013    | Уборщики                       | Mr & Mrs Murder            | Рэйчел Миррор                               | Эпизод: «En Vogue»                 |
| 2013    | Двадцать-с-чем-то              | Twentysomething            | Келли                                       | Эпизод: «Fake It Till You Make It» |
| 2013    | INXS: Нас никогда не разлучить | INXS: Never Tear Us Apart  | Хелена Кристенсен                           | Мини-сериал                        |
| 2013    | Полпути                        | Half Way                   | Сид                                         | Короткометражный фильм             |
| 2014    | Папочка                        | Baby Daddy                 | Джорджи Фэрлоу                              | Второстепенная роль, 4 эпизода     |
| 2014    | Молодые и голодные             | Young & Hungry             | Кэролайн Хантингтон                         | Второстепенная роль, 6 эпизодов    |
| 2015-16 | Галавант                       | Galavant                   | Мадалена                                    | Регулярная роль, 18 эпизодов       |
| 2016-17 | Агенты «Щ.И.Т.»                | Agents of S.H.I.E.L.D      | АИДА / Офелия / Мадам Гидра, Агнес Китсворт | Второстепенная роль, 19 эпизодов   |
| 2017    | Американская домохозяйка       | American Housewife         | Нина                                        | Второстепенная роль, 2 эпизода     |